# Laver Bariu
Laver Bariu (ur. 2 maja 1929 w Përmecie, zm. 26 stycznia 2014) – albański muzyk (klarnecista) i pieśniarz.

## Życiorys
Był synem znanego pieśniarza Bari Nurki i Fatimy. W 1935 przeniósł się wraz z rodziną do Korczy, gdzie od najmłodszych lat słuchał miejscowych muzyków, specjalizujących się w grze na instrumentach ludowych. Pierwsze instrumenty, na których próbował grać wykonywał własnoręcznie. Mając 10 lat rozpoczął naukę gry na lutni (lahuta), z czasem występował wraz z ojcem, grając na klarnecie. 
W 1944 powrócił do rodzinnej miejscowości - Permetu, gdzie spotkał znanego lutnistę Vangjela Leskoviku, z którym występował wspólnie przez kilka lat. Po wyjeździe Leskoviku do Wlory, Bariu założył swój pierwszy, pięcioosobowy zespół. W 1952 wystąpił wraz z nim na Festiwalu Folklorystycznym w Tiranie, zdobywając pierwszą nagrodę. W niezmienionym składzie zespół występował do 1976. Od 1976 skład zespołu zmniejszył się do czterech osób (klarnet, lutnia, fisharmonia i skrzypce), przy czym znacznie rozbudowano partie wokalne. Utwory grane przez jego zespół w 1957 rejestrowali niemieccy etnolodzy, badający folklor południowej Albanii. W 1966 po raz pierwszy koncert grupy Lavera Bariu zarejestrowało Radio Tirana. Dzięki Bariu udało się zachować do dzisiaj bogactwo kultury muzycznej Permetu, ale w jego repertuarze były także pieśni z całej południowej Albanii.
W 1977 wspólnie z Mentorem Xhemalim przygotował materiał muzyczny do filmu Gjeneral gramafoni (reż. Viktor Gjika). W 1989 zespół Bariu wystąpił w filmie dokumentalnym Pieśni serca (Këngët e zemrës), w reż. Todi Bozo.
W latach 1994–1995 nagrał w Grecji dwie płyty, stanowiące wybór pieśni z repertuaru zespołu z ostatnich dwudziestu lat. Płyta Laver Bariu dhe valle dasmash (Laver Bariu i tańce weselne) ukazała się także w Australii.
W 2001 Prezydent Republiki Albanii Alfred Moisiu wyróżnił Bariu tytułem Wielkiego Mistrza Pracy (Mjeshtër i madh i punës). Był także honorowym obywatelem Përmetu. Imię Lavera Bariu nosi jedna z ulic w Durrësie.
Był żonaty, miał pięcioro dzieci (trzech synów i dwie córki).